# Marcella (canción)
«Marcella» es una canción escrita por Brian Wilson, Tandyn Almer y Jack Rieley para el grupo de rock estadounidense The Beach Boys, habla sobre un masajista. Fue editada en el álbum Carl and the Passions - "So Tough" de 1972. Es la última canción que cuenta con Bruce Johnston como miembro oficial del grupo, antes de su regreso oficial a la banda a finales de los años 70.

## Composición
La canción se bifurcó de una canción anterior titulada "I Just Got My Pay" (grabada durante las sesiones de Sunflower) y una grabación de descarte llamada "All Dressed Up for School" de las sesiones de Today! en 1964. Estas primeras versiones aparecen en la caja de Good Vibrations: Thirty Years of The Beach Boys y en la edición remasterizada de Little Deuce Coupe / All Summer Long de 2001, respectivamente. Brian Wilson ha dicho: "Representa una de las primeras veces que intentamos emular a The Rolling Stones. En mi opinión, estaba dedicado a los Stones, pero nunca se los dije. Es una de las canciones más roqueras que he escrito".
Según Jack Rieley, la canción fue nombrada por una mujer que estaba trabajando como masajista de Wilson en ese momento:

Por esa época, Brian comenzó a hablar en detalle sobre un salón de masajes en West Hollywood y una de las chicas que trabajaban allí. Al principio solo habló de ir allí para masajes. Algunos días más tarde comenzó a hablar y hablar sobre masajista a quien dijo que lo estaba excitando ... Lo único que se me ocurrió para calmar la fijación de Brian fue canalizarlo. Por lo tanto, fui yo quien sugirió a Marcella como el título de una canción en la que Brian había estado trabajando. Con mi promesa de escribir la letra de Marcella, él saltó al proyecto con inmenso entusiasmo. Brian, Carl, Desper y yo trabajamos duro en ese disco. Dennis también ayudó. La cítara era una buena idea, pero estaba mal mezclada. Mi letra era menor ... eficiente en el mejor de los casos.

El arreglo vocal es característico de una canción de Brian, presentando varias líneas sincopadas una detrás de la otra, una reminiscencia al efecto de retardo de cinta post-procesado. Wilson dijo que una de las partes principales de la guitarra se inspiró en George Harrison.

## Grabación
"Marcella" fue grabada el 17 de febrero de 1972 durante la misma sesión de "Out in the Country" y "Body Talk" en el estudio de grabación casero de Brian Wilson.

### Créditos
The Beach Boys
- Blondie Chaplin – voz principal, armonías y coros
- Ricky Fataar – armonías y voz principal; batería
- Al Jardine – armonías y coros
- Bruce Johnston – armonías y coros
- Mike Love – voz principal, armonías y coros
- Brian Wilson – armonías y coros; piano; percusión
- Carl Wilson – voz principal, armonías y coros; guitarra; bajo eléctrico
- Dennis Wilson – armonías y coros

Músicos adicionales
- Tandyn Almer – teclados
- Tony Martin Jr. – steel guitar